# Karlheinz Stoll (Theologe)

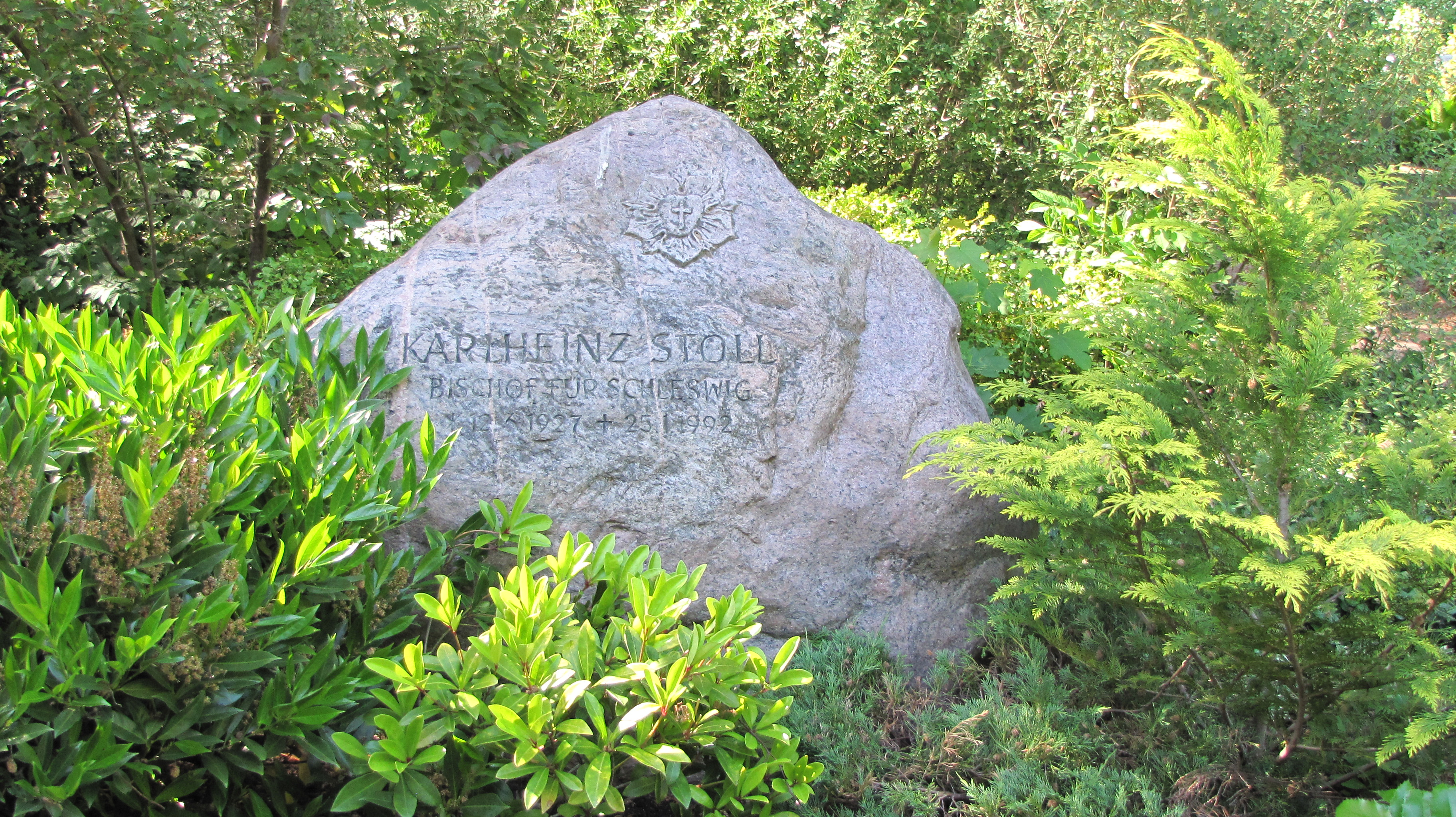
Grab Karlheinz Stolls auf dem Burgtorfriedhof in Lübeck

Karlheinz Stoll (* 12. Juni 1927 in Dörfel; † 25. Januar 1992 in Lübeck) war ein deutscher evangelischer Theologe, Pfarrer und Bischof.
1957 wurde Stoll Pastor in Lübeck. Seit 1970 Senior und damit Stellvertreter des Bischofs der Evangelisch-Lutherischen Kirche in Lübeck, übernahm er mit dem Ruhestand von Bischof Heinrich Meyer 1972 dessen kirchenleitende Aufgaben in Lübeck, da wegen der anstehenden Neubildung der Nordelbischen Evangelisch-Lutherischen Kirche kein eigener Lübecker Bischof mehr gewählt werden sollte. 1977 wurde er bei Gründung der Nordelbischen Kirche der erste Propst des Kirchenkreises Lübeck, der deckungsgleich mit dem Gebiet der früheren Landeskirche Lübeck ist.
Von 1979 bis zu seinem gesundheitsbedingten Rücktritt 1990 war Stoll Bischof des Sprengels Schleswig der Nordelbischen Kirche und 1981 bis 1990 Leitender Bischof der VELKD.
Sein Sohn ist der Mund-, Kiefer- und Gesichtschirurg, Chefarzt und Hochschullehrer Christian Stoll (* 1960).